# 파벨 쿠카
파벨 쿠카(체코어: Pavel Kuka, 1968년 7월 19일, 체코슬로바키아 프라하 ~ )는 체코의 은퇴한 축구 선수이자, 포지션은 스트라이커였다. 쿠카는 지난 UEFA 유로 1996 대회에서 러시아를 상대로 득점을 기록했었다.

## 경력
- UEFA 유로 1996 국가대표
- 1997년 FIFA 컨페더레이션스컵 국가대표
- UEFA 유로 2000 국가대표

## 수상
카이저슬라우테른
- 1993-94 분데스리가 준우승
- 1995-96 DFB-포칼 우승
- 1997-98 분데스리가 우승

 체코
- UEFA 유로 1996 준우승
- 1997년 FIFA 컨페더레이션스컵 3위

개인
- 1994년 체코 올해의 선수상
- UEFA 유로 1996 올스타팀